# Кандарса
Кандарса, Кондорса — река в России, протекает в Вологодской области, в Нюксенском и Великоустюгском районах. Устье реки находится в 36 км по правому берегу реки Верхняя Ёрга. Длина реки составляет 26 км.
Исток реки расположен в восточной части болота Верхнее Поршинское в 28 км к северо-западу от посёлка Полдарса (центра Опокского сельского поселения). Верхнее течении проходит по территории Нюксенского района, нижнее — по территории Великоустюгского. Кандарса течёт по ненаселённому лесу на восток. Русло извилистое. Населённых пунктов по берегам и крупных притоков нет.

## Данные водного реестра
По данным государственного водного реестра России относится к Двинско-Печорскому бассейновому округу, водохозяйственный участок реки — Северная Двина от начала реки до впадения реки Вычегда, без рек Юг и Сухона (от истока до Кубенского гидроузла), речной подбассейн реки — Сухона. Речной бассейн реки — Северная Двина.
Код объекта в государственном водном реестре — 03020100312103000009753.